# Schloss Ottmanach

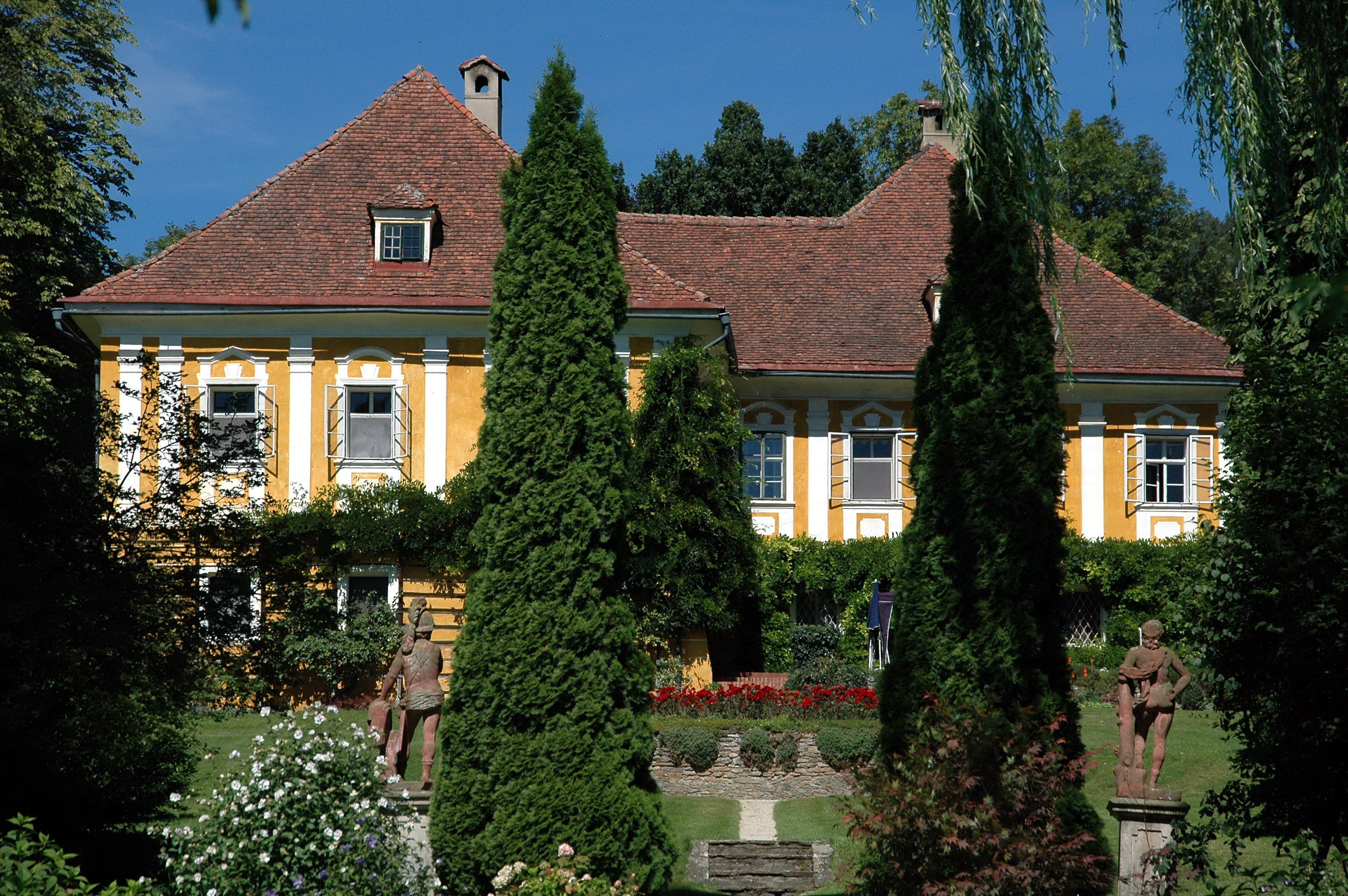
Schloss Ottmanach (2006)

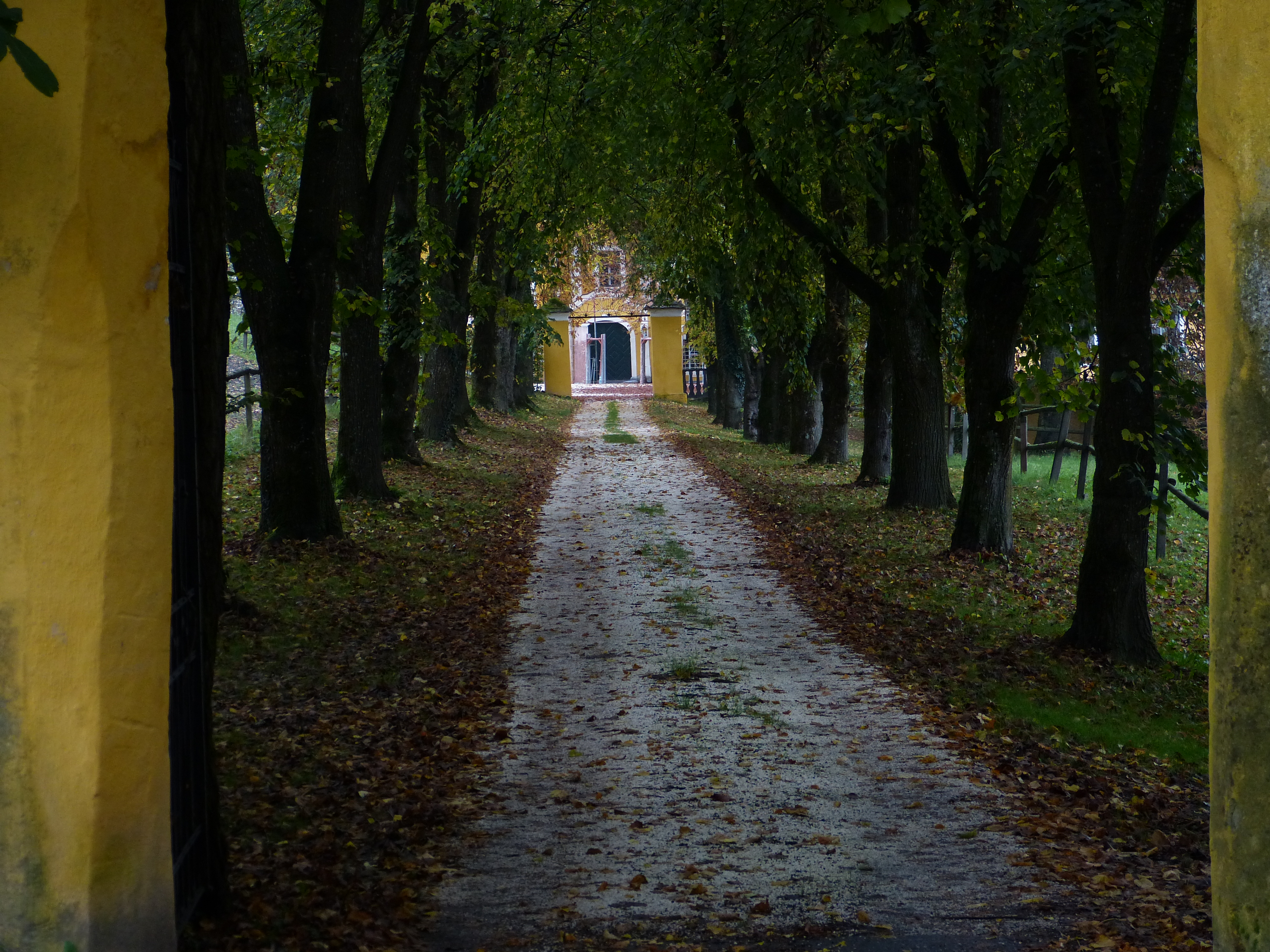
Allee zum Schloss Ottmanach

 Schloss Ottmanach liegt am südlichen Fuß des Magdalensberges in der gleichnamigen Gemeinde in Kärnten. Das denkmalgeschützte Gebäude befindet sich samt dem zugehörigen Gutshof in Privatbesitz und beherbergt heute einen landwirtschaftlichen Betrieb.

## Geschichte
Ottmanach wurde als einer der ersten Orte in Kärnten im Jahr 980 in einer Urkunde des Kaisers Otto II. als Königshube Otmanica urkundlich erwähnt. Die Herrschaft gehörte später den Grafen von Tirol bzw. den Grafen von Görz, später den Schenken von Osterwitz.
Ein Schloss wurde erst 1587 erwähnt, als es im Besitz des Christof von Mooshaim war. Ottmanach war ein Edelmannsitz ohne jegliche Wehrfunktion. Der Besitz wechselte häufig, 1671 war er Eigentum des Ehrenreich von Mossheimb, der Ottmanach an Heinrich Älbl von Albenburg verkaufte. Im dritten Viertel des 18. Jahrhunderts gehörte es dem Freiherren Franz Johann von Gailberg. Zu dieser Zeit dürfte die Anlage in ihrer heutigen Gestalt entstanden sein, auch wenn danach noch mehrere Umbauten erfolgten. Im Jahre 1891 waren Franz Sales Englhofer und 1930 die Familie Bockelmann Eigentümer von Ottmanach. Ein Spross der ursprünglich deutschen Bankiersfamilie und Sohn des Ottmanacher Bürgermeisters Rudolf Bockelmann war der Sänger Udo Jürgens, der auf dem Gut aufwuchs.
Im Jahre 1957 erwarb die Familie Bromovsky Gut und Schloss. Sie betreibt hier eine Landwirtschaft sowie einen Reitstall und vermietet Ferienwohnungen.

## Baubeschreibung
Das Schloss ist ein großer zweigeschoßiger Bau über einem unregelmäßigen, hakenförmigen Grundriss. Die Trakte sind mit hohen Walmdächern gedeckt. Die gelb gefärbelten Fassaden stammen aus dem dritten Viertel des 18. Jahrhunderts. Das Erdgeschoß ist genutet, im Obergeschoß sind die Frontseiten durch Pilaster gegliedert, diese weisen Kämpferkapitelle auf. Die mit Putzfelderrahmungen und Parapetfeldern ausgestatteten Fenster haben rundbogige und geknickte Verdachungen. Durch ein rundbogiges Portal mit gewölbtem Giebel gelangt man in den schmalen, rechteckigen Hof zwischen dem nördlichen und dem südlichen Gebäudeteil. In einer Hofmauer ist eine römerzeitliche Grabtafel eingemauert.
Östlich des Schlosses befindet sich ein großer Stadel mit aus Ziegeln gebildeten Belüftungsöffnungen sowie ein weiteres Wirtschaftsgebäude.
Das Schloss ist von einer großen Gartenanlage umgeben, die von einer Parkmauer begrenzt ist. In dem in Terrassen angelegten Park stehen mehrere Steinfiguren.